# Nicole Hoevertsz
Nicole Hoevertsz (née le 30 mai 1964) est une spécialiste de natation synchronisée des Antilles néerlandaises et une dirigeante sportive d'Aruba.
Elle dispute les Jeux olympiques d'été de 1984 à Los Angeles sous les couleurs des Antilles néerlandaises.
Elle est membre du Comité international olympique depuis 2006, de la commission exécutive à partir de 2017 et enfin vice-présidente depuis 2021.
Sur le plan professionnel, elle est conseillère juridique au département des Affaires étrangères du gouvernement d’Aruba après avoir été conseillère auprès du premier ministre d’Aruba Henny Eman de 1997 à 2001.